# 大鼻凤仙花
大鼻凤仙花（学名：Impatiens nasuta）是凤仙花科凤仙花属的植物，为中国的特有植物。分布在中国大陆的重庆、湖北等地，生长于海拔1,250米至2,050米的地区，多生长在林中岩石边、草坪、山坡灌丛和沟边湿地，目前尚未由人工引种栽培。